# Catocala metalomus
Catocala metalomus là một loài bướm đêm trong họ Erebidae.